# Gülsünler, Tuşba
Gülsünler là một xã thuộc huyện Tuşba, tỉnh Van, Thổ Nhĩ Kỳ. Dân số thời điểm năm 2011 là 244 người.